# Adolf Sautter
Adolf Sautter (* 30. Oktober 1872 in Pforzheim; † 6. März 1956 in Pforzheim) war ein deutscher Bildhauer.

## Leben
Adolf Sautter besuchte zur Vorbereitung auf das Lehramt ab dem 14. Lebensjahr die Präparandenanstalt in Gengenbach und begann 1892 als Unterlehrer in Donaueschingen. Bezeugt ist, dass er zum Nebenerwerb als Kirchenorganist und Turnlehrer arbeitete. 1894 kündigte er seine Stelle und begann ein Studium zum Zeichenlehrer an der Badischen Kunstgewerbeschule Pforzheim. Er wechselte später an die Kunstgewerbeschule Karlsruhe, wo er u. a. bei Hermann Volz und Max Laeuger studierte. Ein Studienaufenthalt führte ihn in dieser Zeit auch nach Paris.
Ab März 1899 hatte er an der Kunstgewerbeschule Pforzheim die Stelle eines Lehrers für Zeichnen und Modellieren inne; im Jahre 1906 erfolgte die Ernennung zum Professor. Er ließ sich kurz darauf für ein Jahr beurlauben und unternahm eine Studienreise nach Italien.
1935 beendete er seine Laufbahn.

## Werke (Auswahl)
Sautter schuf zahlreiche Grabsteine und Denkmale sowie Plastiken an Kirchengebäuden. Die Bedeutung Sautters blieb jedoch auf seine Wirkungsstätten, Pforzheim und Karlsruhe, beschränkt. Zu seinen bekannten Werken gehören:
- 1902: Bildnis-Medaillon Johannes Reuchlins für das Reuchlin-Gymnasium Pforzheim
- 1903: Fabeltiere und Köpfe für das Bezirksamtsgebäude in Pforzheim
- 1908: Bronzerelief für das Grabmal Beichel in Karlsruhe[2]
- 1912: Christusfigur an der Christuskirche in Pforzheim
- 1913: Christusfigur am Portal des Lutherhauses in Pforzheim (zerstört)
- um 1924: Büste von Fritz Schwerdt[3], eines Schülers Adolf Sautters
- o. J.: Kuhplastik am Skulpturenweg[4] Pforzheim-Würm